# Hyllisia somaliensis
Hyllisia somaliensis là một loài bọ cánh cứng trong họ Cerambycidae.